# Loretz-d'Argenton
Loretz-d'Argenton [lɔʁɛ daʁʒɑ̃tɔ̃] est une commune nouvelle française située dans le département des Deux-Sèvres, en région Nouvelle-Aquitaine. Elle résulte de la fusion — au 1er janvier 2019 — des communes d'Argenton-l'Église, Bouillé-Loretz et de Bagneux (Deux-Sèvres).

## Géographie

### Localisation
La commune de Loretz-d'Argenton est située au nord-est du département des Deux-Sèvres en limite du Maine-et-Loire, à une quinzaine de kilomètres de Thouars, de Montreuil-Bellay et de Doué-la-Fontaine ainsi qu'à une trentaine de Bressuire et de Saumur.

### Climat
Pour des articles plus généraux, voir Climat de la Nouvelle-Aquitaine et Climat des Deux-Sèvres.
Historiquement, la commune est exposée à un climat océanique du nord-ouest.  
En 2020, Météo-France publie une typologie des climats de la France métropolitaine dans laquelle la commune est dans une zone de transition entre le climat océanique et le climat océanique altéré et est dans la région climatique Moyenne vallée de la Loire, caractérisée par une bonne insolation (1 850 h/an) et un été peu pluvieux.
Pour la période 1971-2000, la température annuelle moyenne est de 11,9 °C, avec une amplitude thermique annuelle de 14,6 °C. Le cumul annuel moyen de précipitations est de 632 mm, avec 11,1 jours de précipitations en janvier et 6,2 jours en juillet. Pour la période 1991-2020, la température moyenne annuelle observée sur la station météorologique installée sur la commune est de 12,9 °C et le cumul annuel moyen de précipitations est de 606,9 mm,. Pour l'avenir, les paramètres climatiques de la commune estimés pour 2050 selon différents scénarios d’émission de gaz à effet de serre sont consultables sur un site dédié publié par Météo-France en novembre 2022.
| Mois                                  | jan.          | fév.           | mars           | avril         | mai           | juin          | jui.          | août          | sep.          | oct.          | nov.          | déc.          | année      |
| ------------------------------------- | ------------- | -------------- | -------------- | ------------- | ------------- | ------------- | ------------- | ------------- | ------------- | ------------- | ------------- | ------------- | ---------- |
| Température minimale moyenne (°C)     | 2,7           | 2,1            | 3,5            | 5,6           | 9,1           | 12,7          | 14,2          | 13,9          | 10,7          | 8,9           | 5,4           | 2,8           | 7,6        |
| Température moyenne (°C)              | 5,9           | 6,2            | 8,7            | 11,7          | 15            | 18,9          | 20,7          | 20,4          | 17,4          | 13,8          | 9,3           | 6,2           | 12,9       |
| Température maximale moyenne (°C)     | 9,2           | 10,3           | 13,9           | 17,7          | 21            | 25,2          | 27,2          | 27            | 24            | 18,8          | 13,1          | 9,6           | 18,1       |
| Record de froid (°C) date du record   | −13 07.01.09  | −14,5 09.02.12 | −10,5 01.03.05 | −3,6 11.04.03 | −0,5 03.05.21 | 2,7 01.06.06  | 7,1 02.07.22  | 6 31.08.10    | 1 20.09.12    | −2,7 21.10.07 | −8,5 17.11.07 | −8,5 21.12.01 | −14,5 2012 |
| Record de chaleur (°C) date du record | 17,4 01.01.22 | 22,7 27.02.19  | 25,5 19.03.05  | 30,6 30.04.05 | 33,1 28.05.17 | 40,6 18.06.22 | 42,4 18.07.22 | 40,6 09.08.03 | 36,2 14.09.20 | 32,4 02.10.11 | 23 07.11.15   | 18,2 19.12.15 | 42,4 2022  |
| Précipitations (mm)                   | 56,7          | 44,1           | 45,1           | 48,7          | 51,4          | 39,1          | 43,8          | 39,7          | 47            | 68            | 62            | 61,3          | 606,9      |

## Urbanisme

### Typologie
Au 1er janvier 2024, Loretz-d'Argenton est catégorisée commune rurale à habitat dispersé, selon la nouvelle grille communale de densité à sept niveaux définie par l'Insee en 2022.
Elle est située hors unité urbaine. Par ailleurs la commune fait partie de l'aire d'attraction de Thouars, dont elle est une commune de la couronne,. Cette aire, qui regroupe 26 communes, est catégorisée dans les aires de moins de 50 000 habitants,.

### Risques majeurs
Le territoire de la commune de Loretz-d'Argenton est vulnérable à différents aléas naturels : météorologiques (tempête, orage, neige, grand froid, canicule ou sécheresse), inondations, mouvements de terrains et séisme (sismicité modérée). Il est également exposé à un risque technologique, la rupture d'un barrage. Un site publié par le BRGM permet d'évaluer simplement et rapidement les risques d'un bien localisé soit par son adresse soit par le numéro de sa parcelle.

#### Risques naturels
Certaines parties du territoire communal sont susceptibles d’être affectées par le risque d’inondation par débordement de cours d'eau, notamment le Thouet, l'Argenton, le ruisseau de l'étang Petreau et le ruisseau de la Vieille Lande. La commune a été reconnue en état de catastrophe naturelle au titre des dommages causés par les inondations et coulées de boue survenues en 1982, 1983, 1994, 1995, 1999 et 2010,. Le risque inondation est pris en compte dans l'aménagement du territoire de la commune par le biais du plan de prévention des risques inondation (PPRI) de la « Vallée du Thouet », approuvé le 13 novembre 2008, dont le périmètre regroupe 22 communes.

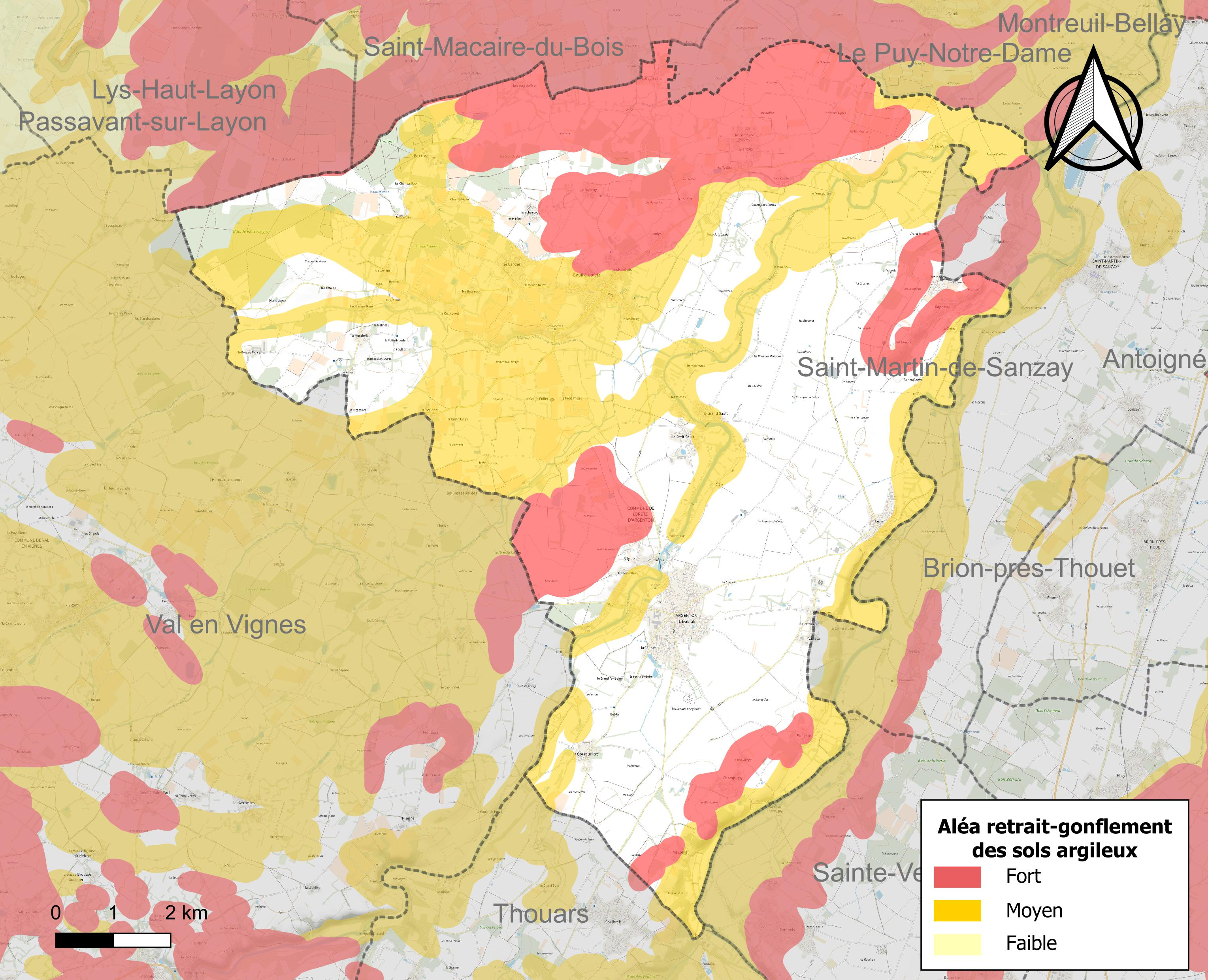
Carte des zones d'aléa retrait-gonflement des sols argileux de Loretz-d'Argenton.

Les mouvements de terrains susceptibles de se produire sur la commune sont des tassements différentiels. Le retrait-gonflement des sols argileux est susceptible d'engendrer des dommages importants aux bâtiments en cas d’alternance de périodes de sécheresse et de pluie. 58,1 % de la superficie communale est en aléa moyen ou fort (54,9 % au niveau départemental et 48,5 % au niveau national). Depuis le 1er octobre 2020, en application de la loi ELAN, différentes contraintes s'imposent aux vendeurs, maîtres d'ouvrages ou constructeurs de biens situés dans une zone classée en aléa moyen ou fort,.
La commune a été reconnue en état de catastrophe naturelle au titre des dommages causés par la sécheresse en 1989, 1996, 2003, 2005, 2009 et 2017 et par des mouvements de terrain en 1999 et 2010.

#### Risque technologique
La commune est en outre située en aval du barrage du Puy Terrier, un ouvrage de classe A mis en service en 1982 sur le territoire des communes de Saint-Loup-Lamairé, Louin et Gourgé, sur le cours d’eau le Cébron, affluent du Thouet. À ce titre elle est susceptible d’être touchée par l’onde de submersion consécutive à la rupture de cet ouvrage.

## Histoire
Un arrêté préfectoral portant création de la commune nouvelle est publié le 11 juin 2018.

## Politique et administration

### Communes déléguées
| Nom                       | Code Insee | Intercommunalité | Superficie (km2) | Population (dernière pop. légale) | Densité (hab./km2) |
| ------------------------- | ---------- | ---------------- | ---------------- | --------------------------------- | ------------------ |
| Argenton-l'Église (siège) | 79014      | CC du Thouarsais | 25,86            | 1 630 (2016)                      | 63                 |
| Bouillé-Loretz            | 79043      | CC du Thouarsais | 26,78            | 1 044 (2016)                      | 39                 |

### Liste des maires
| Période        | Période  | Identité        | Étiquette | Qualité                                                                                |
| -------------- | -------- | --------------- | --------- | -------------------------------------------------------------------------------------- |
| 7 janvier 2019 | En cours | Pierre Sauvêtre | DVG       | Cadre de La Poste Maire de Bouillé-Loretz (2014 → 2018) Réélu pour le mandat 2020-2026 |

## Population et société

### Démographie
L'évolution du nombre d'habitants est connue à travers les recensements de la population effectués dans la commune depuis sa création.

En 2022, la commune comptait 2 590 habitants, en évolution de −3,14 % par rapport à 2016 (Deux-Sèvres : +0,18 %, France hors Mayotte : +2,11 %).
| 2016  | 2021  | 2022  |
| ----- | ----- | ----- |
| 2 674 | 2 599 | 2 590 |

### Enseignement
La commune possède :
- une école primaire et maternelle : le groupe scolaire Marcel-Pagnol ;
- un collège public, classé en REP : Molière.

### Sports
La commune est équipée d'une salle omnisports et d'un terrain de football.

## Culture locale et patrimoine

### Lieux et monuments
- Église du XIIIe modifiée au XVe, XVIIe, XVIIIe et XIXe.
- Oratoire dédié à Notre-Dame-de-Lourdes, érigé en 1956 en ex-voto.
- Chapelle de Beaumont.
- Château de Ferrières (ancienne abbaye).
- Musée des métiers du vigneron, Maison des Vins.
- Le Presbytère.
- Le moulin des Roches.
- L'ancienne gare.
- Lavoir de Bréchanteau.
- Lavoir de La Source.
- Le château de la Roche, privé. Sa construction date de 1860 à 1862. Il se situe sur la D 61.
- L'église Saint-Hilaire.

### Personnalités liées à la commune
- Germain Pichault de La Martinière, XVIIIe siècle, chirurgien personnel du roi Louis XV.